# Thaumatovalva deprinsorum
Thaumatovalva deprinsorum is een vlinder uit de familie van de bladrollers (Tortricidae). De wetenschappelijke naam van de soort is voor het eerst geldig gepubliceerd in 2014 door Alicia E. Timm & John W. Brown.

## Type
- holotype: "male, 4.XII.1957. leg. A. Vanschuytbroeck"
- instituut: MRAC, Tervuren, België
- typelocatie: "Democratic Republic of Congo, P.N.A., Secteur Nord, Mutsora, 1200 m"[1]